# Santa Clara Pueblo
Pour les articles homonymes, voir Santa Clara.
Santa Clara Pueblo est une census-designated place (CDP) du comté de comté de Rio Arriba, au Nouveau-Mexique.